# Тетерань (Димбовіца)
Тетерань, Тетерані (рум. Tătărani) — село у повіті Димбовіца в Румунії. Входить до складу комуни Тетерань.
Село розташоване на відстані 90 км на північний захід від Бухареста, 16 км на північний захід від Тирговіште, 137 км на північний схід від Крайови, 77 км на південь від Брашова.

## Населення
За даними перепису населення 2002 року у селі проживали 992 особи, усі — румуни. Усі жителі села рідною мовою назвали румунську.